# Înarmarea României

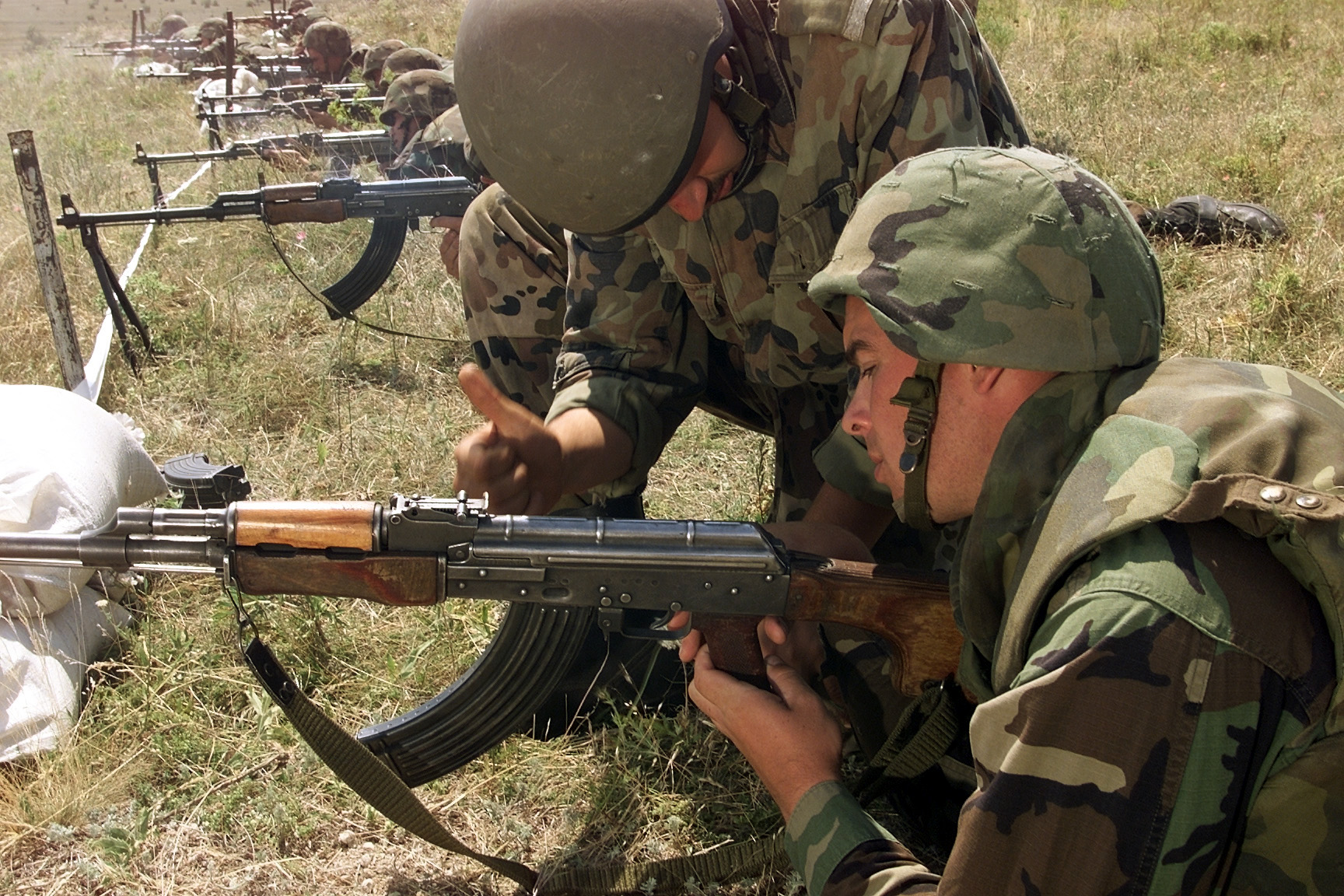

Înarmarea României s-a realizat ca urmare a eșecului campaniei din 1916, deși problema s-a pus și mai devreme, după Campania din 1913. Aliații au forțat intrarea României în război, într-un moment în care înzestrarea armatei române încă nu se finalizase.
Dotarea armatei cu tehnică modernă de luptă s-a accelerat dupa evenimentele de la Sarajevo, când Francisc Ferdinand, arhiducele moștenitor austriac și soția sa, ducesa de Hohenberg, au fost asasinați la 28 iunie 1914, de studentul bosniac Gavrilo Princip (1894 - 1918), care era membru al unei societăți secrete numită Mâna Neagră și care aparținea mișcării naționaliste iugoslave. 

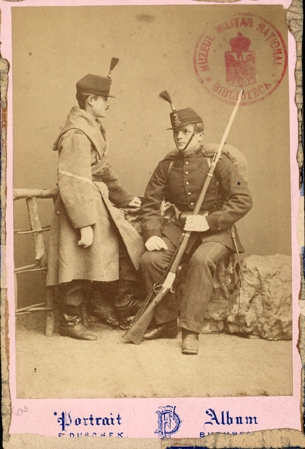
Franz Duschek - Soldaţi genişti, 1877 - 1878, deţinător Muzeul Militar Naţional din Bucureşti

Generalul Dumitru Iliescu, secretar general al Ministerului de Război afirma "Cine nu-și amintește de batalioane cari aveau armele legate cu sfori, merindele în traiste aduse de acasă de oameni, cartușele legate în batiste și puse în traistă la un loc cu pâinea. Cea mai mare parte avea drept echipament doar o capelă și o armă fără curea"
Ministerul de Război a început să completeze lipsurile din 1913, în vederea intrării României în Primul Război Mondial. Fiecare corp de trupă a primit sume de 50000 - 100000 lei pentru îmbunatățirea echipamentului militar. S-au achiziționat materii prime din țară și s-au format comitete de doamne pentru a ajuta la cusutul uniformelor și rufelor. În plus și școlile profesionale și școlile de fete din "mai toate orasele tarii au dat un concurs și un ajutor foarte mare". 

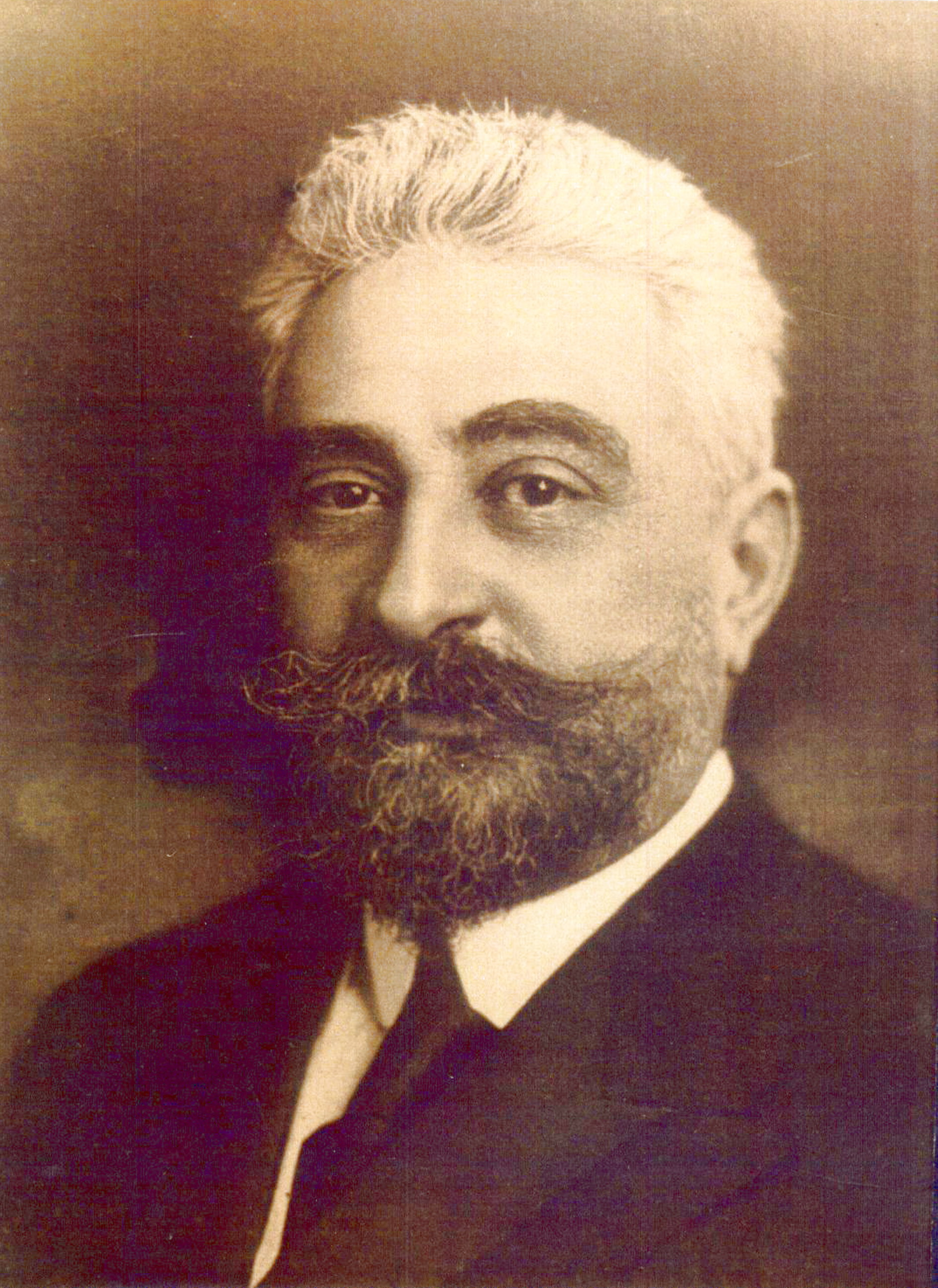
Ion I.C. Brătianu

S-a creat la Ministerul de Război o Comisie de Aprovizionare a Serviciului Intendenței, formată din șapte membri. Comisia lucra după-amiaza în baza unui plan de aprovizionare cu echipamente, întocmit de intendentul general al armatei. Materialele se cumpărau prin licitație și se aprobau de către ministrul de război Ion I.C. Brătianu.
Ministerul de Război a creat, prin Decizia nr. 128/ 6 aprilie 1915, o Comisie Tehnică Industrială, compusă din șase membri conduși de inspectorul general Grigore Stratilescu. Comisia trebuia sa prezinte armatei un raport despre unde se puteau produce în industria privată din România materiale de război pentru armată și să propună îmbunatățirea industriei private. De asemenea comisia a recomandat îmbunătățirea Arsenalului Armatei.

## 1939-1945
Tancurile și autotunurile vândute de către Germania nazistă Regatului României :
| Anul livrărilor | Tipul vehiculului blindat                      |
| --------------- | ---------------------------------------------- |
| 1939            | -                                              |
| 1940            | -                                              |
| 1941            | -                                              |
| 1942            | 11 Pz Kpfw III 11 Pz Kpfw IV 26 Pz Kpfw 35 (t) |
| 1943            | 50 Pz Kpfw 38 (t) 31 Pz Kpfw IV 4 StuG III     |
| 1944            | 100 Pz Kpfw IV 114 StuG III                    |
| 1945            | -                                              |

Avioanele de vânătoare cumpărate, fabricate sau capturate de către România în timpul celui de-la Doilea Război Mondial :
| Tipul avionului | Producător        | Numărul total |
| --------------- | ----------------- | ------------- |
| P.11f           | I.A.R.            | 95            |
| P.24E           | P.Z.L.            | 5             |
| P.24E           | I.A.R.            | 25            |
| He 112B-1/-2    | Heinkel           | 30            |
| P.11c           | P.Z.L.            | 28+[33]       |
| Hurricane Mk.I  | Hawker            | 12            |
| Bf 109E-3/-4/-7 | Messerschmitt     | 69            |
| I.A.R. 80 A/B/C | I.A.R.            | 240           |
| Hurricane Mk.I  | Zmaj (Iugoslavia) | 3[6]          |
| I.A.R. 81 A     | I.A.R.            | 60            |
| I.A.R. 81 C     | I.A.R.            | 161           |
| Bf 109F-2/-4    | Messerschmitt     | 5+            |
| Bf 109G-2/-4/-6 | Messerschmitt     | 200+          |
| Bf 110 C,D,F    | Messerschmitt     | 24+[18]       |
| Bf 109Ga-4/Ga-6 | Messerschmitt     | 75            |

## După 1989
- În iunie 1997, guvernul român a semnat un acord cu compania americană Bell Helicopter Textron[3] pentru a produce sub licență 96 elicoptere de atac AH-1F Cobra pentru forțele armate române.
- Statele Unite au oferit României patru avioane de transport C-130, după ce o înțelegere similară a fost refuzată de către Ungaria.
- Vedeți și Echipamentul militar al Armatei Române.